# Ніготешть
Ніготешть, Ніготешті (рум. Nigotești) — село у повіті Сучава в Румунії. Входить до складу комуни Ваду-Молдовей.
Село розташоване на відстані 328 км на північ від Бухареста, 32 км на південний схід від Сучави, 90 км на захід від Ясс.

## Населення
За даними перепису населення 2002 року у селі проживали 569 осіб, з них 568 осіб (99,8%) румунів. Усі жителі села рідною мовою назвали румунську.